# Giovanni Invernizzi (calciatore 1963)
Giovanni Invernizzi (Como, 22 agosto 1963) è un dirigente sportivo, allenatore di calcio ed ex calciatore italiano, di ruolo centrocampista, coordinatore dell'area tecnica della Sampdoria.

## Carriera

### Giocatore

#### Como e Reggiana
Comasco di nascita, inizia la propria carriera proprio nelle giovanili del Como. È con la compagine lariana che effettua la sua prima apparizione in Serie A, nella stagione 1981-1982. La stagione successiva, per maturare esperienza, viene mandato in prestito alla Reggiana, disputando due campionati da titolare, il primo in Serie B, il secondo in Serie C1.

Invernizzi (a sinistra) in azione al Como nel 1987, alle prese con l'ascolano Marchetti.

Nella stagione 1984-1985 il Como lo riprende con sé dandogli un ruolo da titolare per le successive cinque stagioni in Serie A. In questa esperienza disputa 102 incontri segnando anche le sue prime tre reti nella massima serie italiana.

#### Sampdoria e ritiro
A seguito della retrocessione del Como, l'ambiziosa Sampdoria, reduce da una finale di Coppa delle Coppe, si fa avanti per l'acquisto del centrocampista per la stagione 1989-1990. È l'inizio di un'importante esperienza che durerà quasi dieci anni, coincidendo coi maggiori successi nella storia della compagine ligure.
Dalla stagione successiva si ritrova a essere uno dei centrocampisti chiave e simbolo della squadra. Con Roberto Mancini, Gianluca Vialli, Pietro Vierchowod, Attilio Lombardo e gli altri giocatori porta infatti la squadra genovese prima alla vittoria della Coppa delle Coppe (1989-1990), quindi del campionato italiano (1990-1991), poi della Supercoppa italiana (1991), alla finale di Coppa dei Campioni (1991-1992) e infine alla vittoria della Coppa Italia, nella stagione 1993-1994.
Nel campionato di Serie A 1990-1991 segna al Cesena la prima rete della stagione nella quale la Sampdoria avrebbe poi vinto lo scudetto. Termina la propria carriera di calciatore alla Sampdoria, nel 1997, con al suo attivo un totale di 13 stagioni in Serie A, e sei gol.

### Allenatore e Dirigente

#### Gli inizi, Sampdoria
Dopo la carriera da calciatore rimane nella Sampdoria col ruolo di allenatore degli Allievi Nazionali dal 1997 al 2001. Diventa poi responsabile del settore giovanile dei blucerchiati fino al 2003 quando torna in panchina, allenando la formazione Primavera fino alla stagione 2004-2005.

#### Bogliasco
Nella stagione successiva passa al Bogliasco D'Albertis come responsabile del settore giovanile. Il 15 giugno 2009 diventa allenatore della prima squadra, nel campionato regionale di Eccellenza. Il 1º maggio 2011 ottiene con una giornata di anticipo la promozione in Serie D, grazie alla vittoria sulla Cairese per 3-0. La stagione successiva porta il Bogliasco alla salvezza con diverse giornate d'anticipo, raggiungendo così l'obiettivo stagionale.
L'11 aprile 2012 la squadra comunica la rescissione del contratto a causa di indiscrezioni giornalistiche su un possibile accordo tra Invernizzi e la Virtus Entella, club ligure di Lega Pro Seconda Divisione di Chiavari, per diventarne, a partire dalla stagione 2012-2013, il nuovo responsabile del settore giovanile. Il 30 maggio l'Entella annuncia che a occuparsi del settore è Manuel Montali, allenatore degli Allievi Nazionali biancocelesti.

#### Gli anni alla Sampdoria e la parentesi allo Spezia
Il 4 luglio 2012 la Sampdoria annuncia l'accordo raggiunto con Invernizzi per ricoprire il ruolo di responsabile tecnico del settore giovanile, ruolo che torna a coprire dopo quasi dieci anni.. Il 2 settembre 2015 ricopre anche il ruolo di allenatore della Primavera visto il passaggio di Francesco Pedone alla prima squadra come vice di Walter Zenga. Il 5 ottobre lascia la guida tecnica a Marco Masi.
Il 28 dicembre 2018 diventa pure membro del CdA del club.
Nel settembre del 2020, dopo aver perso il posto alla Samp, diventa il responsabile del settore giovanile dello Spezia, neo promosso in Serie A. Il 30 giugno 2021 risolve il suo contratto con il club per poi tornare alla Samp il 20 luglio seguente firmando un contratto biennale.
Dopo aver ricoperto il ruolo di club manager del club blucerchiato, l'8 aprile 2025 viene nominato coordinatore dell'area tecnica al fianco del nuovo direttore sportivo Andrea Mancini, figlio di Roberto Mancini.

## Statistiche

### Presenze e reti nei club
| Stagione         | Squadra          | Campionato       | Campionato | Campionato | Coppe nazionali | Coppe nazionali | Coppe nazionali | Coppe continentali | Coppe continentali | Coppe continentali | Altre coppe | Altre coppe | Altre coppe | Totale | Totale |
| Stagione         | Squadra          | Comp             | Pres       | Reti       | Comp            | Pres            | Reti            | Comp               | Pres               | Reti               | Comp        | Pres        | Reti        | Pres   | Reti   |
| ---------------- | ---------------- | ---------------- | ---------- | ---------- | --------------- | --------------- | --------------- | ------------------ | ------------------ | ------------------ | ----------- | ----------- | ----------- | ------ | ------ |
| 1981-1982        | Como             | A                | 1          | 0          | CI              | 0               | 0               | -                  | -                  | -                  | -           | -           | -           | 1      | 0      |
| 1982-1983        | Reggiana         | B                | 17         | 0          | CI              | 0               | 0               | -                  | -                  | -                  | -           | -           | -           | 17     | 0      |
| 1983-1984        | Reggiana         | C1               | 30         | 0          | CI+CI-C         | 7+2             | 0               | -                  | -                  | -                  | -           | -           | -           | 39     | 0      |
| Totale Reggiana  | Totale Reggiana  | Totale Reggiana  | 47         | 0          |                 | 9               | 0               |                    | -                  | -                  |             | -           | -           | 56     | 0      |
| 1984-1985        | Como             | A                | 12         | 0          | CI              | 1               | 0               | -                  | -                  | -                  | -           | -           | -           | 13     | 0      |
| 1985-1986        | Como             | A                | 12         | 0          | CI              | 10              | 0               | -                  | -                  | -                  | -           | -           | -           | 22     | 0      |
| 1986-1987        | Como             | A                | 27         | 0          | CI              | 4               | 0               | -                  | -                  | -                  | -           | -           | -           | 31     | 0      |
| 1987-1988        | Como             | A                | 25         | 1          | CI              | 4               | 0               | -                  | -                  | -                  | -           | -           | -           | 29     | 1      |
| 1988-1989        | Como             | A                | 30         | 2          | CI              | 3               | 0               | -                  | -                  | -                  | -           | -           | -           | 33     | 2      |
| Totale Como      | Totale Como      | Totale Como      | 107        | 3          |                 | 22              | 0               |                    | -                  | -                  |             | -           | -           | 129    | 3      |
| 1989-1990        | Sampdoria        | A                | 18         | 0          | CI              | 2               | 0               | CdC                | 7                  | 0                  | SI          | 1           | 0           | 28     | 0      |
| 1990-1991        | Sampdoria        | A                | 31         | 2          | CI              | 9               | 3               | CdC                | 4                  | 0                  | SU          | 1           | 0           | 45     | 5      |
| 1991-1992        | Sampdoria        | A                | 26         | 0          | CI              | 5               | 0               | CC                 | 8                  | 0                  | SI          | 1           | 0           | 40     | 0      |
| 1992-1993        | Sampdoria        | A                | 26         | 1          | CI              | 0               | 0               | -                  | -                  | -                  | -           | -           | -           | 26     | 1      |
| 1993-1994        | Sampdoria        | A                | 14         | 0          | CI              | 6               | 0               | -                  | -                  | -                  | -           | -           | -           | 20     | 0      |
| 1994-1995        | Sampdoria        | A                | 22         | 0          | CI              | 2               | 0               | CdC                | 6                  | 0                  | SI          | 0           | 0           | 30     | 0      |
| 1995-1996        | Sampdoria        | A                | 30         | 0          | CI              | 1               | 0               | -                  | -                  | -                  | -           | -           | -           | 31     | 0      |
| 1996-1997        | Sampdoria        | A                | 15         | 0          | CI              | 2               | 0               | -                  | -                  | -                  | -           | -           | -           | 17     | 0      |
| Totale Sampdoria | Totale Sampdoria | Totale Sampdoria | 182        | 3          |                 | 27              | 3               |                    | 25                 | 0                  |             | 3           | 0           | 237    | 6      |
| Totale carriera  | Totale carriera  | Totale carriera  | 336        | 6          |                 | 58              | 3               |                    | 25                 | 0                  |             | 3           | 0           | 422    | 9      |

## Palmarès

### Giocatore

#### Competizioni nazionali
- Campionato italiano: 1

Sampdoria: 1990-1991
- Supercoppa italiana: 1

Sampdoria: 1991
- Coppa Italia: 1

Sampdoria: 1993-1994

#### Competizioni internazionali
- Coppa delle Coppe: 1

Sampdoria: 1989-1990

## Riconoscimenti
- 2010 (Genova, 19 marzo) - Viene insegnito dall'Ordine Nazionale Cavalieri dello Sport, con il patrocinio dell'CSEN, del titolo di Cavaliere dello Sport.[14]